# Liste der Kulturdenkmäler in Wörth am Rhein
In der Liste der Kulturdenkmäler in Wörth am Rhein sind alle Kulturdenkmäler der rheinland-pfälzischen Stadt Wörth am Rhein einschließlich der Stadtteile Büchelberg, Maximiliansau und Schaidt aufgeführt. Grundlage ist die Denkmalliste des Landes Rheinland-Pfalz (Stand: 26. Juni 2023).

## Wörth am Rhein

### Einzeldenkmäler
| Bezeichnung                    | Lage                                                                  | Baujahr                              | Beschreibung | Bild                           |
| ------------------------------ | --------------------------------------------------------------------- | ------------------------------------ | --- | ------------------------------ |
| Wohnhaus                       | Altrheinstraße 2 Lage                                                 | Anfang des 19. Jahrhunderts          | ehemaliges Wohnhaus; eingeschossiger Fachwerkbau mit Kniestock, Anfang des 19. Jahrhunderts | Fotos hochladen                |
| Europa-Gymnasium               | Forststraße 1 Lage                                                    | 1968–75                              | drei- bis viergeschossiger Gebäudekomplex in Stahlbetonbauweise mit Klinkerverblendung; Erweiterungstrakt in Sichtbeton, Architekt Egon Seidel, Ludwigshafen; Wandrelief von Karl-Heinz Deutsch, Jockgrim, 1976; bauliche Gesamtanlage | Fotos hochladen                |
| Bahnhof Wörth (Rhein)          | Hanns-Martin-Schleyer-Straße ohne Nummer Lage                         | um 1870                              | von Spätklassizismus und Neurenaissance geprägter Bau, um 1870 (?) | weitere Bilder Fotos hochladen |
| Altes Rathaus                  | Ludwigstraße 1 Lage                                                   | um 1820/30                           | fünfachsiger Walmdachbau, Arkaden, wohl um 1820/30 | Fotos hochladen                |
| Katholische Kirche St. Ägidius | Ludwigstraße 8 Lage                                                   | um 1960                              | Saalbau, Betonglasfenster, 1961, Architekt Erwin van Aaken, separater Turm | weitere Bilder Fotos hochladen |
| Wohnhaus                       | Ludwigstraße 13 Lage                                                  | um 1800                              | Fachwerkhaus, um 1800 | BW                             |
| Evangelische Christuskirche    | Luitpoldstraße 2 Lage                                                 | letztes Drittel des 18. Jahrhunderts | sechsachsiger Saalbau, angeblich aus dem letzten Drittel des 18. Jahrhunderts, 1835 erneuert und erweitert | weitere Bilder Fotos hochladen |
| Friedhofseinfriedung           | Luitpoldstraße, auf dem Friedhof Lage                                 | Anfang des 19. Jahrhunderts          | zwei klassizistische Torpfeiler und zwei weitere Eckpfeiler, Anfang des 19. Jahrhunderts | Fotos hochladen                |
| Denkmal                        | westlich der Stadt im Bienwald; Distrikt Rehsprung – Majorschlag Lage | 1824                                 | Obelisk auf Sockel, bezeichnet 1824 | Fotos hochladen                |

## Büchelberg

### Einzeldenkmäler
| Bezeichnung                       | Lage                                                           | Baujahr         | Beschreibung | Bild                           |
| --------------------------------- | -------------------------------------------------------------- | --------------- | --- | ------------------------------ |
| Kirchenfassade                    | Dorfbrunnenstraße, an Nr. 30 Lage                              | 1743            | Haubendachreiter und Westfassade mit rundbogigem Eingang des barocken Saalbaus am Neubau der katholischen Kirche St. Laurentius, bezeichnet 1743 | weitere Bilder Fotos hochladen |
| Wohnhaus                          | Dorfbrunnenstraße 34 Lage                                      | 1806            | eingeschossiges Fachwerkhaus, bezeichnet 1806 | weitere Bilder Fotos hochladen |
| Friedhofskreuz und Kriegerdenkmal | nördlich des Ortes auf dem Friedhof Lage                       | 19. Jahrhundert | Friedhofskreuz; Kruzifix, Rotsandstein, 19. Jahrhundert (?), Kriegergedächtnistafeln, Marmor                                                     | weitere Bilder Fotos hochladen |
| Denkmal                           | nordwestlich des Ortes im Wald; Distrikt Heilbrunnen-Hang Lage |                 | Obelisk in wohl jüngerem Bruchsteinsockel, bezeichnet unter anderem 1940                                                                         | Fotos hochladen                |
| Ludwigsstein                      | südlich des Ortes im Wald; Distrikt Heßbach – Rosengarten Lage | 1872            | Obelisk, bezeichnet 1872 | Fotos hochladen                |

## Maximiliansau

### Einzeldenkmäler
| Bezeichnung                               | Lage                                  | Baujahr                            | Beschreibung                                                               | Bild                           |
| ----------------------------------------- | ------------------------------------- | ---------------------------------- | -------------------------------------------------------------------------- | ------------------------------ |
| Evangelische Kirche                       | Cany-Barville-Straße 17 Lage          | 1840–44                            | neuromanischer Saalbau, 1840–44, Architekt August von Voit, Speyer         | weitere Bilder Fotos hochladen |
| Katholische Pfarrkirche Mariä Himmelfahrt | Eisenbahnstraße 91 Lage               | 1841–43                            | Saalbau, Rundbogenstil, 1841–43, Architekt August von Voit, 1937 erweitert | weitere Bilder Fotos hochladen |
| Friedhofskreuz                            | Friedhofstraße, auf dem Friedhof Lage | 1833                               | Friedhofskreuz, Rotsandstein, bezeichnet 1833                              | Fotos hochladen                |
| Wohnhaus                                  | Kirchgasse 5 Lage                     | 18. Jahrhundert                    | eingeschossiges Fachwerkhaus, teilweise massiv, 18. Jahrhundert            | Fotos hochladen                |
| Wohnhaus                                  | Schulstraße 2 Lage                    | zweite Hälfte des 18. Jahrhunderts | eingeschossiges Fachwerkhaus, zweite Hälfte des 18. Jahrhunderts           | Fotos hochladen                |

## Schaidt

### Denkmalzonen
| Bezeichnung             | Lage                                        | Baujahr         | Beschreibung                                                                        | Bild                           |
| ----------------------- | ------------------------------------------- | --------------- | ----------------------------------------------------------------------------------- | ------------------------------ |
| Denkmalzone Hauptstraße | Hauptstraße 103–133 (ungerade Nummern) Lage | 18. Jahrhundert | geschlossene Reihe von Zwei- und Dreiseithöfen, überwiegend aus dem 18. Jahrhundert | weitere Bilder Fotos hochladen |

### Einzeldenkmäler
| Bezeichnung                     | Lage                                                       | Baujahr                             | Beschreibung | Bild                           |
| ------------------------------- | ---------------------------------------------------------- | ----------------------------------- | --- | ------------------------------ |
| Wohnhaus                        | Hauptstraße 59 Lage                                        | 1719                                | Fachwerkhaus, bezeichnet 1719, stark erneuert | Fotos hochladen                |
| Wohnhaus                        | Hauptstraße 81 Lage                                        | 1798                                | eingeschossiges Fachwerkhaus, bezeichnet 1798 | Fotos hochladen                |
| Kreuz                           | Hauptstraße, bei Nr. 93 Lage                               | 1781                                | Sandsteinkruzifix mit Maria Magdalena, bezeichnet 1781 | Fotos hochladen                |
| Forstamt                        | Hauptstraße 96 Lage                                        | Mitte des 19. Jahrhunderts          | Massivbau, wohl aus der Mitte des 19. Jahrhunderts, einachsige Verlängerung, Fachwerkerker, Hoftor, Anfang des 20. Jahrhunderts                                                                                | Fotos hochladen                |
| Wohnhaus                        | Hauptstraße 100 Lage                                       | 1700                                | Fachwerkhaus, teilweise massiv, bezeichnet 1700 | Fotos hochladen                |
| Wohnhaus                        | Hauptstraße 103 Lage                                       | 1742                                | stattlicher Mansardwalmdachbau, bezeichnet 1742 | Fotos hochladen                |
| Wohnhaus                        | Hauptstraße 109 Lage                                       | erste Hälfte des 19. Jahrhunderts   | eingeschossiges Fachwerkhaus, erste Hälfte des 19. Jahrhunderts | Fotos hochladen                |
| Wohnhaus                        | Hauptstraße 120 Lage                                       | Anfang des 18. Jahrhunderts         | Fachwerkhaus, teilweise massiv, wohl vom Anfang des 18. Jahrhunderts | Fotos hochladen                |
| Rathaus                         | Hauptstraße 121 Lage                                       | spätes 18. Jahrhundert              | ehemaliges Schul- und Gemeindehaus; siebenachsiger Walmdachbau, Skulpturennische, spätes 18. Jahrhundert | Fotos hochladen                |
| Katholische Pfarrkirche St. Leo | Hauptstraße 125 Lage                                       | ab dem frühen 15. Jahrhundert       | Chor und Sakristei aus dem frühen 15. Jahrhundert, Langhaus 1743/44 erneuert, Westturm 1730 erhöht; vier Grabsteine, spätes 18. und 19. Jahrhundert, ältere Grabplatte                                         | weitere Bilder Fotos hochladen |
| Kriegerdenkmal                  | Hauptstraße, bei Nr. 125 Lage                              | 20. Jahrhundert                     | Kriegerdenkmal 1914/18 | Fotos hochladen                |
| Wohnhaus                        | Hauptstraße 133 Lage                                       | 18. Jahrhundert                     | stattliches Fachwerkhaus, Krüppelwalmdach, 18. Jahrhundert | Fotos hochladen                |
| Wohnhaus                        | Hauptstraße 145 Lage                                       | 18. Jahrhundert                     | stattliches Fachwerkhaus, teilweise massiv, Krüppelwalmdach, 18. Jahrhundert | Fotos hochladen                |
| Gasthaus Zum Pflug              | Hauptstraße 152 Lage                                       | erste Hälfte des 19. Jahrhunderts   | siebenachsige Krüppelwalmdachbau, erste Hälfte des 19. Jahrhunderts | Fotos hochladen                |
| Wohnhaus                        | Hauptstraße 161 Lage                                       | um 1800                             | Fachwerkhaus, um 1800 | Fotos hochladen                |
| Wohnhaus                        | Hauptstraße 162 Lage                                       | 18. Jahrhundert                     | Fachwerkhaus, teilweise massiv, 18. Jahrhundert | Fotos hochladen                |
| Wohnhaus                        | Hauptstraße 166 Lage                                       | 18. Jahrhundert                     | traufständiger Walmdachbau, Straßenfassade massiv, sonst Fachwerk, 18. Jahrhundert | Fotos hochladen                |
| Wohnhaus                        | Hauptstraße 176 Lage                                       | zweite Hälfte des 17. Jahrhunderts  | Fachwerkhaus, zweite Hälfte des 17. Jahrhunderts | Fotos hochladen                |
| Hofanlage                       | Hauptstraße 200 Lage                                       | erstes Drittel des 19. Jahrhunderts | Hofanlage; stattlicher eingeschossiger Fachwerkbau, teilweise massiv, erstes Drittel des 19. Jahrhunderts; Querflügel mit Hofzufahrt, zweite Hälfte des 19. Jahrhunderts; Nebengebäude überwiegend in Fachwerk | Fotos hochladen                |
| Kreuzigungsgruppe und Grabstein | Speyerer Straße, auf dem Friedhof Lage                     | 1829                                | Kreuzigungsgruppe, bezeichnet 1829 (Bild); Grabstein, bezeichnet 1826 (Bild) | Fotos hochladen                |
| Kreuz                           | Speyerer Straße, gegenüber Nr. 150 Lage                    | 1814                                | Kruzifix, Rotsandstein, bezeichnet 1814 (Bild) | weitere Bilder Fotos hochladen |
| Schaidter Mühle                 | östlich des Ortes Lage                                     | um 1900                             | Hofanlage; gelb-roter Backstein- und Klinkerbau, um 1900; drei Wirtschaftsgebäude, die beiden Fachwerkbauten älter                                                                                             | BW                             |
| Wegekreuz                       | östlich des Ortes an der L 546; Flur In den Rebgärten Lage | 1908                                | Wegekreuz; Kruzifix, Gelbsandstein, bezeichnet 1908 | Fotos hochladen                |